# Arnoul d’Audrehem
Arnoul d’Audrehem (auch Arnould, d’Audeneham, d’Oudeneham, de Denehan, d’Andreghem; * zwischen 1302 und 1307 in Pas-de-Calais; † Dezember 1370 wohl in Saumur) war von 1351 bis 1368 Marschall von Frankreich und von 1368 bis 1370 Träger der Oriflamme.

## Leben
Arnoul war ein Ritter von niederem Adel aus dem Boulonnais, Herr von Audrehem. Man weiß sehr wenig über seine Familie, außer dass sein Vater, dessen Namen Baudouin war, 1307 ein Ritter war und 1327 noch lebte. Er hatte mit Jean de Neuville einen Neffen, der von 1356 bis 1359 ebenfalls Marschall war, aber bis 1368 unter seinem Befehl stand. Er heiratete zwischen 1348 und 1351 Jeanne de Hamelincourt, Witwe von Jean de Walincourt.
Über sein Leben ist nichts bekannt, bevor er 1332 erstmals am französischen Hof auftrat. Er hatte aktiven Anteil am Kampf gegen die Könige Eduard III. von England und Karl III. von Navarra, sowie gegen die Grandes Compagnies. Zwischen 1332 und 1342 war er drei Mal nach Schottland, um David Bruce zu unterstützen. 1342 später wurde er von Philipp VI. zum königlichen Kapitän in der Bretagne ernannt; er beteiligte sich an der Verteidigung von Ploërmel, konnte aber dessen Unterwerfung nicht verhindern. Anschließend scheint er dem Haushalt des Herzogs von Normandie (der spätere König Johann der Gute) angehört zu haben. 1346 nahm er an der Belagerung von Aiguillon teil, bevor er nach Calais ging und dort bei der Kapitulation der Stadt 1347 in Gefangenschaft geriet.
Johann der Gute ernannte ihn 1349 zum Kriegskapitän in der Grafschaft Angoulême. Bei der Schlacht von La Chapelle Saint-Georges 1351 wurde er erneut von den Engländern gefangen genommen. Zum Marschall von Frankreich wurde er zwischen den 21. Juni und 1. Juli 1351 als Nachfolger von Édouard I. de Beaujeu ernannt. Im gleichen Jahr wurde der königlicher Leutnant in Poitou, Saintonge Limousin, Angoumois, Périgord und den Gebieten zwischen Loire und Dordogne. 1353 kam das Amt des königlichen Leutnants in der Normandie hinzu. Im Jahr darauf eroberte er die Festung Landal in Broualan durch einen Überraschungsangriff und nahm dort Hugh Calveley fest.
1355 verlor er seine bisherigen Ämter als Leutnant, wurde stattdessen in gleicher Funktion in Artois, Picardie und Boulonnais eingesetzt. Er verteidigte Boulonnais im Oktober 1355 gegen die Chevauchée Eduards III. Zwischen Mai und August 1356 nahm er an der Eroberung von Évreux und Breteuil teil, im gleichen Jahr beteiligte er sich an der Verfolgung der Truppen Henry of Grosmonts, die in L’Aigle eingefallen waren. Er war es auch, der zuvor in diesem Jahr Karl von Navarra und seine Gefolgsleute bei einem Bankett, das der Dauphin (der später König Karl V.) in Rouen ausgerichtet hatte, gefangen nehmen ließ. In der Schlacht von Poitiers vom 19. September 1356 geriet er ein weiteres Mal in Gefangenschaft.
Von England aus wurde er mehrfach nach Frankreich gebracht, wo er an den Verhandlungen über den Vertrag von Brétigny teilnahm. Er erhielt seine Freiheit am gleichen Tag wie der König zurück. Am Tag des Unterzeichnung des Friedensvertrags, am 24. Oktober 1360, wurde er zum Conseiller du Roi ernannt, sowie 1351 zum Capitaine du Roi im Languedoc, 1362 zum Lieutenant du Roi in der gleichen Region. In diesem Jahr (1362) nahm er den Grandes Compagnies die Festungen Peyroux und Sauges ab, 1363 waren es die Festungen Mirepoix und die im Gévaudan, im Juni 1364 Peyriac und Gabian. Dort wurde Ludwig I. von Anjou sein Nachfolger. Er schloss sich Bertrand du Guesclin in Spanien an, wo er Heinrich von Trastamara unterstützte – sie wurden in der Schlacht von Nájera am 3. April 1367 von Edward of Woodstock geschlagen und gefangen genommen. Nach seiner Freilassung 1368 schloss er sich Ludwig von Anjou bei dessen Feldzug in der Provence an. 1368 nahm er als Altersgründen seinen Abschied als Marschall von Frankreich, übernahm stattdessen das Amt des Trägers der Oriflamme.
1370 wurde er von Karl V. nach Spanien geschickt, um du Guesclin zurückzuholen. Er beteiligte sich dann an der Verfolgung der Chevauchée des Robert Knolles unter dem Oberkommando du Guesclins. Sie stellten und schlugen ihre Gegner in der Schlacht von Pontvallain (4. Dezember 1370), bei Vaas, Ruillé-sur-Loir und Bressuire. Er starb im Laufe des Dezember 1370 Jahr wohl in Saumur, ob aufgrund von Verwundungen oder an einer Krankheit, ist nicht bekannt.
Arnoul d’Audrehem gehörte bis zu seinem Ende zur direkten Umgebung von Bertrand du Guesclin, wie Pierre le Bègue de Villaines, Olivier de Mauny, Eustache de La Houssaye, Guillaume Boitel und Guillaume de Launoy, anfangs im Kampf gegen die Engländer unter der Herrschaft von Johann dem Guten, dann unter Karl V.
Auf Befehl des Königs fand seine Beerdigung im Dezember 1370 im Couvent des Célestins in Paris statt.